# Pascal Chanteur
Pascal Chanteur, né le 9 février 1968 à Saint-Denis, est un coureur cycliste français professionnel de 1991-2001

## Biographie
Professionnel entre 1991 et 2001, il remporte notamment une étape de Paris-Nice.
Il est propriétaire d'un magasin de cycles à Bergerac jusqu'en 2016. Depuis mars 2008, il est membre du Conseil municipal de Bergerac, 10e adjoint délégué aux sports et aux loisirs.
En juin 2008, il devient président du syndicat français des coureurs cyclistes, l'UNCP. Il est également vice-président de la Fédération Nationale des Associations et des Syndicats de Sportifs, le syndicat des footballeurs, rugbymen, basketteurs, handballeurs et cyclistes. Membre du bureau exécutif de la Ligue nationale de cyclisme depuis 2008, il en devient le vice-président délégué en 2016.
En 2024, il devient directeur de la sécurité du Tour féminin international des Pyrénées après une édition 2023 marquée par l'abandon de plusieurs équipes, en raison de craintes pour leur sécurité, les routes empruntées n’ayant pas été fermées à la circulation routière,.

## Palmarès

### Palmarès amateur
- 1989
  - Souvenir Paul-Zaroukian
  - Bourg-Oyonnax-Bourg
- 1990
  - Tour de la Vienne
  - Tour de la Somme
  - Tour du Hainaut :
    - Classement général
    - 4e étape

  - 4e étape de la Ronde de l'Oise
  - 3e du Tour de la Manche
  - 3e de Paris-Briare
  - 3e de Paris-Laon
- 1992
  - Paris-Roubaix amateurs
  - Tour de Seine-et-Marne :
    - Classement général
    - 2 étapes

  - Tour des Vosges
  - 3e étape du Tour du Loir-et-Cher
  - Paris-Connerré
  - 2e de la Route bretonne
  - 2e de Paris-Fécamp
  - 3e du Circuit méditerranéen
  - 3e du championnat de France du contre-la-montre par équipes

### Palmarès professionnel
| - 1993 - 6e étape du Tour du Poitou-Charentes et de la Vienne - 1996 - Bol d'Air creusois - 2e de Paris-Bourges - 2e du Tour de la Région wallonne - 2e du Tour du Limousin - 8e de Paris-Tours - 1997 - 4e étape de Paris-Nice - 5e de Paris-Nice | - 1998 - Tour de la Communauté valencienne - Trofeo Laigueglia - Grand Prix de Rennes - 2e du Tour du Haut-Var - 1999 - Côte picarde - 2e du Grand Prix de Rennes - 2001 - 3e du Grand Prix de Villers-Cotterêts |

## Résultats sur les grands tours

### Tour de France
7 participations
- 1993 : 75e
- 1994 : 81e
- 1997 : 26e
- 1998 : 35e
- 1999 : 91e
- 2000 : 69e
- 2001 : 114e

### Tour d'Espagne
4 participations
- 1995 : 85e
- 1996 : 21e
- 1997 : abandon
- 1998 : 47e